# Lista de prefeitos eleitos no Amapá em 2012
Na formação desta lista foram consultados arquivos on line do Tribunal Regional Eleitoral e Tribunal Superior Eleitoral, sendo à época do pleito o Amapá possuía 16 municípios.
A referida disputa aconteceu dois anos após as eleições estaduais no Amapá em 2010 e aconteceram nos dias 7 de outubro, o 1º turno e 28 de outubro, o 2º turno, ocasião em que Camilo Capiberibe era governador do estado.

## Prefeitos eleitos peloPT
O partido triunfou em 3 municípios, o equivalente a 18,75% do total.
| Bandeira              | Município       | Prefeito eleito                                  | Partido | Nascido em | UF    |
| --------------------- | --------------- | ------------------------------------------------ | ------- | ---------- | ----- |
|                       | Ferreira Gomes  | Valdo Isacksson Monteiro.                        | PT      | Macapá     | Amapá |
| Bandeira desconhecida | Pracuuba        | Antonio Carlos Leite de Mendonça Júnior          | PT      | Macapá     | Amapá |
| Vitória do Jari       | Vitória do Jari | Raimundo de Alcimar Ney de Souza (Dielson do PT) | PT      | Mazagão    | Amapá |

## Prefeitos eleitos peloPSB
O partido triunfou em 3 municípios, o equivalente a 18,75% do total.
| Bandeira              | Município      | Prefeito eleito               | Partido | Nascido em         | UF           |
| --------------------- | -------------- | ----------------------------- | ------- | ------------------ | ------------ |
| Bandeira desconhecida | Itaubal        | Ester Cândida Chagas da Silva | PSB     | Macapá             | Amapá        |
|                       | Oiapoque       | Miguel Caetano de Almeida     | PSB     | Carmo do Paranaíba | Minas Gerais |
| Serra do Navio        | Serra do Navio | José Maria Amaral Lobato      | PSB     | Afuá               | Pará         |

## Prefeitos eleitos peloPMDB
O partido triunfou em 2 municípios, o equivalente a 12,50% do total.
| Bandeira | Município | Prefeito eleito             | Partido | Nascido em | UF    |
| -------- | --------- | --------------------------- | ------- | ---------- | ----- |
|          | Calçoene  | Maria Lucimar da Silva Lima | PMDB    | Fortaleza  | Ceará |
|          | Mazagão   | Giodilson Pinheiro Borges   | PMDB    | Macapá     | Amapá |

## Prefeitos eleitos peloPC do B
O partido triunfou em 1 município, o equivalente a 6,25% do total.
| Bandeira | Município    | Prefeito eleito                  | Partido | Nascido em | UF    |
| -------- | ------------ | -------------------------------- | ------- | ---------- | ----- |
|          | Porto Grande | Antonio de Sousa Pereira (Tonho) | PC do B | Quixadá    | Ceará |

## Prefeitos eleitos peloPP
O partido triunfou em 1 município, o equivalente a 6,25% do total.
| Bandeira         | Município        | Prefeito eleito                              | Partido | Nascido em | UF   |
| ---------------- | ---------------- | -------------------------------------------- | ------- | ---------- | ---- |
| Laranjal do Jari | Laranjal do Jari | Manoel José Alves Pereira (Zeca Madeireiro). | PP      | Breves     | Pará |

## Prefeitos eleitos peloPR
O partido triunfou em 1 município, o equivalente a 6,25% do total.
| Bandeira                | Município               | Prefeito eleito         | Partido | Nascido em              | UF    |
| ----------------------- | ----------------------- | ----------------------- | ------- | ----------------------- | ----- |
| Pedra Branca do Amapari | Pedra Branca do Amapari | Genival Gemaque Santana | PR      | Pedra Branca do Amapari | Amapá |

## Prefeitos eleitos peloPRB
O partido triunfou em 1 município, o equivalente a 6,25% do total.
| Bandeira              | Município | Prefeito eleito                              | Partido | Nascido em | UF    |
| --------------------- | --------- | -------------------------------------------- | ------- | ---------- | ----- |
| Bandeira desconhecida | Amapá     | Francisco de Assis Leite Teixeira (Dr.Assis) | PRB     | Amapá      | Amapá |

## Prefeitos eleitos peloPSL
O partido triunfou em 1 município, o equivalente a 6,25% do total.
| Bandeira              | Município          | Prefeito eleito             | Partido | Nascido em | UF    |
| --------------------- | ------------------ | --------------------------- | ------- | ---------- | ----- |
| Bandeira desconhecida | Cutias do Araguary | Eliane do Nascimento Santos | PSL     | Macapá     | Amapá |

## Prefeitos eleitos peloPSOL
O partido triunfou em 1 município, o equivalente a 6,25% do total.
| Bandeira | Município | Prefeito eleito            | Partido | Nascido em | UF   |
| -------- | --------- | -------------------------- | ------- | ---------- | ---- |
| Macapá   | Macapá    | Clécio Luis Vilhena Vieira | PSOL    | Belém      | Pará |

## Prefeitos eleitos peloPTB
O partido triunfou em 1 município, o equivalente a 6,25% do total.
| Bandeira | Município | Prefeito eleito              | Partido | Nascido em | UF    |
| -------- | --------- | ---------------------------- | ------- | ---------- | ----- |
| Santana  | Santana   | Robson Santana Rocha Freires | PTB     | Macapá     | Amapá |

## Prefeitos eleitos peloPT do B
O partido triunfou em 1 município, o equivalente a 6,25% do total.
| Bandeira | Município       | Prefeito eleito | Partido | Nascido em | UF           |
| -------- | --------------- | --------------- | ------- | ---------- | ------------ |
|          | Tartarugalzinho | Almir Rezende   | PT do B | Belo Vale  | Minas Gerais |